# 丸田町ジャンクション
丸田町ジャンクション（まるたまちジャンクション）とは、愛知県名古屋市中区千代田にある名古屋高速道路都心環状線と名古屋高速道路2号東山線高針方面が接続するジャンクションである。

## 概要
都心環状線が時計回り一方通行であるため、吹上東・四谷・高針方面から1号楠線方面および6号清須線方面へ行くにはこのJCTから都心環状線を経由する必要がある（このJCTを過ぎると、新洲崎JCTでは接続不可）。吹上東・四谷・高針方面への分岐路は完成当時にはなく、1号楠線が全通したときに追加された。
なお、由来となった丸田町は、1977年（昭和52年）10月23日に千代田五丁目および新栄一丁目へ編入されている。

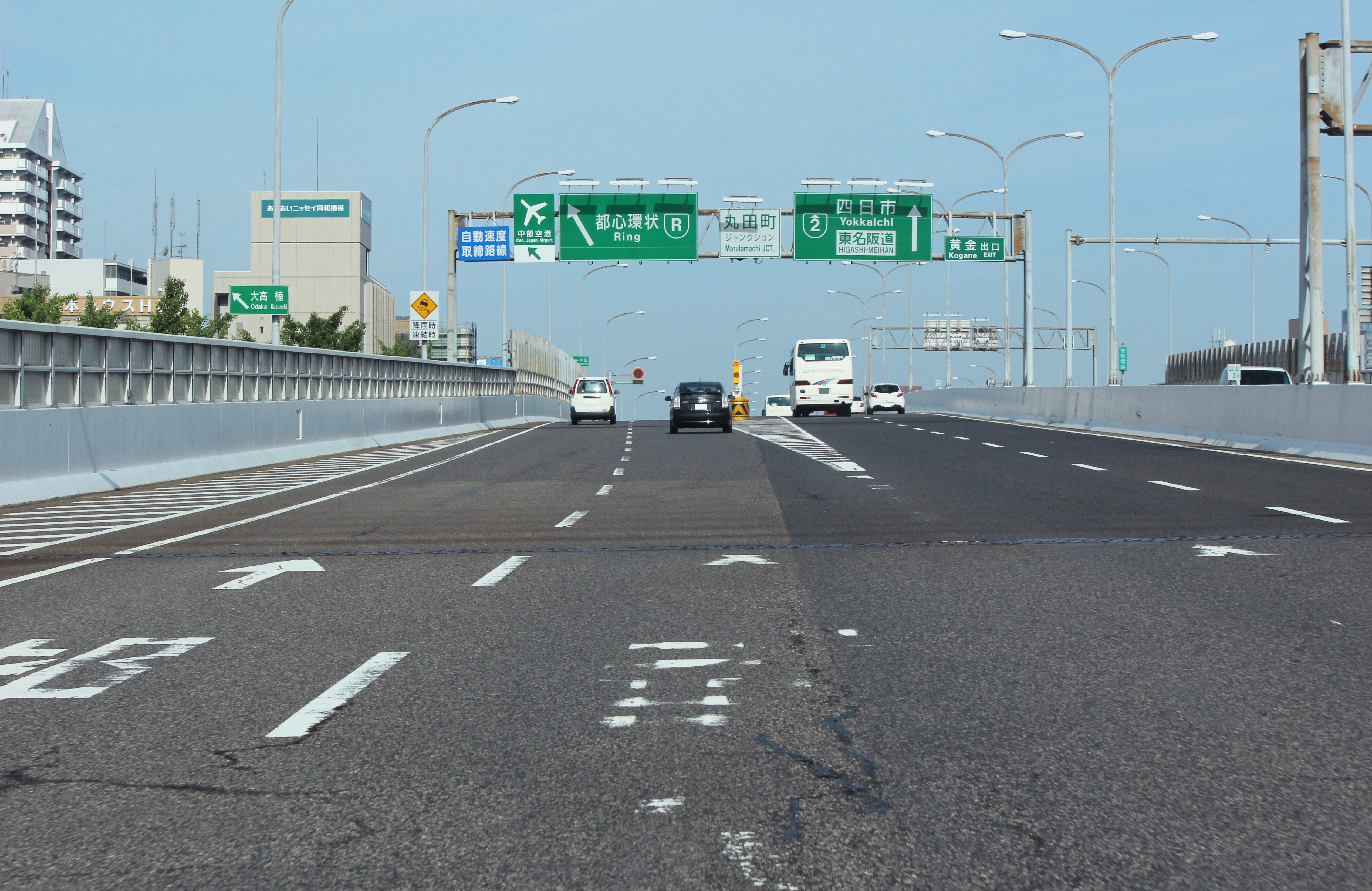
吹上東入口、2号東山線からの分岐点部分
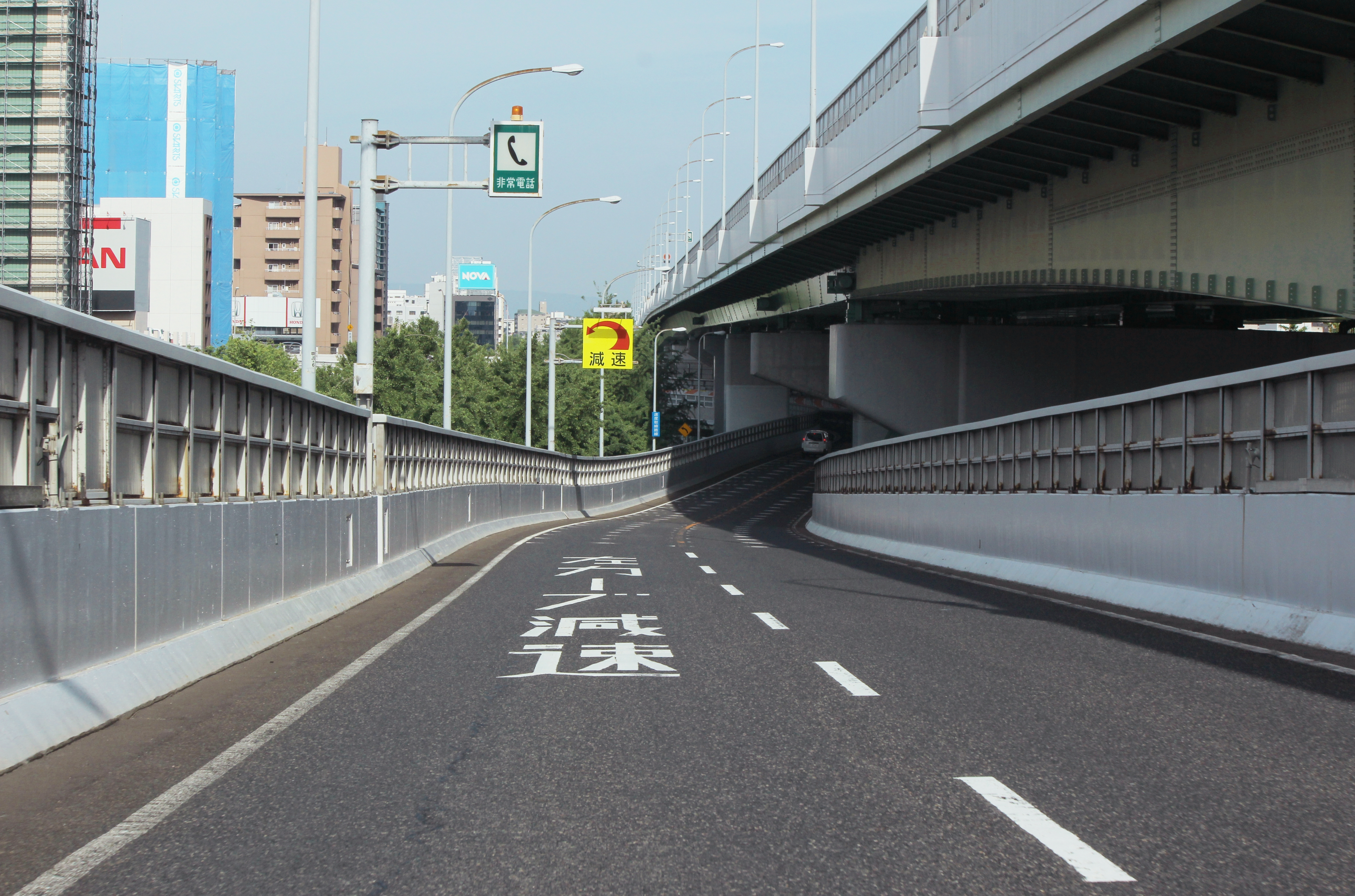
2号東山線からのランプウェイ

## 道路
- 名古屋高速都心環状線
- 名古屋高速2号東山線

## 隣
名古屋高速都心環状線
(R03) 東新町入口 - 丸田町JCT - 鶴舞南JCT
名古屋高速2号東山線
(201,211) 白川出入口 - 丸田町JCT - (202,212) 吹上東出入口

## 渡り線追加計画
現在はこのJCTを利用して5号万場線方面と都心環状線を連絡することは不可能であり、その逆もできない。ただし、2027年（令和9年）に予定されるリニア中央新幹線開通に伴う名古屋駅へのアクセス拡充に合わせ、都心環状線から5号万場線へ渡り線（西渡り線）を建設して行き来できるようにする計画が持ち上がっている。
2019年（令和元年）に入り、5号万場線方面から都心環状線への渡り線（前述の西渡り線と区別するため、南渡り線と仮に呼ばれている）の追加も検討された。実現すれば、新洲崎JCTから鶴舞南JCTまでの所要時間が現行の都心環状線（明道町・東片端経由の大回り）経由より数分短縮される。
2021年（令和3年）8月24日、西渡り線および南渡り線を整備することについて国土交通大臣の事業許可を受けた。2028年（令和10年）度の完成を予定している。